# Flåtjärnen (Ovikens socken, Jämtland, 699494-138008)
Flåtjärnen är en sjö i Bergs kommun i Jämtland och ingår i Indalsälvens huvudavrinningsområde. Sjön har en area på 0,318 kvadratkilometer och ligger 787,3 meter över havet. Sjön avvattnas av vattendraget Lövan.

## Delavrinningsområde
Flåtjärnen ingår i det delavrinningsområde (699424-137965) som SMHI kallar för Utloppet av Flåtjärnen. Medelhöjden är 805 meter över havet och ytan är 2,19 kvadratkilometer. Räknas de 8 avrinningsområdena uppströms in blir den ackumulerade arean 38,78 kvadratkilometer. Lövan som avvattnar avrinningsområdet har biflödesordning 3, vilket innebär att vattnet flödar genom totalt 3 vattendrag innan det når havet efter 340 kilometer. Avrinningsområdet består mestadels av skog (54 procent) och öppen mark (24 procent). Avrinningsområdet har 0,38 kvadratkilometer vattenytor vilket ger det en sjöprocent på 17,4 procent.